# Zajączków (województwo łódzkie)
Zajączków – wieś w Polsce położona w województwie łódzkim, w powiecie opoczyńskim, w gminie Mniszków.
Do 1954 roku istniała gmina Zajączków. W latach 1975–1998 miejscowość należała administracyjnie do województwa piotrkowskiego.
Wieś jest siedzibą rzymskokatolickiej parafii Najświętszego Serca Jezusowego w Zajączkowie.

## Zabytki
Według rejestru zabytków Narodowego Instytutu Dziedzictwa na listę zabytków wpisane są obiekty:
- zespół dworski, XIX-XX w., nr rej.: 371 z 3.07.1986:
  - dwór
  - park